# USS Breton (CVE-23)
USS Breton (CVE-23) (nguyên mang ký hiệu AVG-23, sau đó lần lượt đổi thành ACV-23, CVE-23, CVHE-23, CVU-23 và T-AKV-42), là một tàu sân bay hộ tống thuộc lớp Bogue của Hải quân Hoa Kỳ trong Chiến tranh Thế giới thứ hai. Nó hoạt động chủ yếu trong vai trò vận chuyển máy bay tại Mặt trận Thái Bình Dương, và sau khi chiến tranh kết thúc, đang khi trong lực lượng dự bị, nó được xếp lại lớp thành một tàu sân bay trực thăng hộ tống, một tàu sân bay tiện ích, và cuối cùng là một tàu vận chuyển máy bay, trước khi bị tháo dỡ vào năm 1972.

## Thiết kế và chế tạo
Breton được đặt lườn vào ngày 25 tháng 2 năm 1942 như là một tàu vận tải C3-S-A1 theo hợp đồng của Ủy ban Hàng hải Hoa Kỳ với hãng Seattle-Tacoma Shipbuilding tại Tacoma, Washington. Breton được hạ thủy vào ngày 27 tháng 6 năm 1942; được đỡ đầu bởi Bà A. H. Rooks, vợ góa của Đại tá Hải quân Rooks; và được đưa ra hoạt động vào ngày 12 tháng 4 năm 1943 dưới quyền chỉ huy của Thuyền trưởng, Đại tá Hải quân E. C. Ewen.

## Lịch sử hoạt động
Trong suốt thời gian phục vụ trong chiến tranh, Breton hoạt động cùng với Hải đội tàu sân bay Vận chuyển của Hạm đội Thái Bình Dương. Nhiệm vụ này đưa nó đi khắp các khu vực Thái Bình Dương cung ứng nhân lực, vật liệu và máy bay thay thế cho các đơn vị tác chiến của hạm đội. Trong khi thực hiện các nhiệm vụ trên, Breton cũng từng tham gia trận chiến biển Philippine vào các ngày 19–20 tháng 6 năm 1944; cuộc không kích Bonins thứ hai vào ngày 24 tháng 6 năm 1944; cuộc tấn công và chiếm đóng Saipan từ ngày 11 tháng 6 đến ngày 10 tháng 8 năm 1944; và cuộc tấn công và chiếm đóng Okinawa ngày 6–7 tháng 4 năm 1945.
Sau khi chiến sự kết thúc, Breton tiếp tục ở lại Viễn Đông phục vụ trong hoạt động chiếm đóng, trước khi được cho quay trở về Bờ Tây Hoa Kỳ vào tháng 1 năm 1946. Breton đi đến Tacoma, và được cho ngừng hoạt động tại đây và đưa về lực lượng dự bị vào ngày 30 tháng 8 năm 1946. Nó được xếp lại lớp thành một tàu sân bay trực thăng hộ tống CVHE-23 vào ngày 12 tháng 6 năm 1955. Ngày 1 tháng 7 năm 1958, nó được xếp lại lớp thành một tàu sân bay tiện ích CVU-23; và một lần nữa vào ngày 7 tháng 5 năm 1959, nó được xếp lại lớp thành một tàu vận chuyển máy bay T-AKV-42. Breton được loại khỏi phục vụ vào năm 1971 và được rút khỏi danh sách Đăng bạ Hải quân vào ngày 6 tháng 8 năm 1972, và sau đó được bán để tháo dỡ.

## Phần thưởng
Breton được tặng thưởng bốn Ngôi sao Chiến đấu do thành tích phục vụ trong Thế Chiến II.